# Christine Reinle
Christine Reinle (* 10. Januar 1962 in Mannheim) ist eine deutsche Historikerin. Sie war Inhaberin des Lehrstuhls für Spätmittelalter an der Ruhr-Universität Bochum (2001–2004) und lehrt seit 2004 als Professorin für Deutsche Landesgeschichte / Geschichte des Spätmittelalters an der Justus-Liebig-Universität Gießen.

## Leben und Wirken
Christine Reinle studierte 1981/82 zunächst Humanmedizin an der Ruprecht-Karls-Universität Heidelberg. Von 1982 bis 1987 absolvierte sie das Studium der Fächer Geschichte und Germanistik an der Universität Mannheim. Von 1988 bis 1990 war sie Promotionsstipendiatin der Studienstiftung des Deutschen Volkes. Von 1990 bis 1995 war sie wissenschaftliche Mitarbeiterin (bis 31. August 1993) bzw. Assistentin (ab 1. September 1993) am Lehrstuhl von Hanna Vollrath an der Ruhr-Universität Bochum. Reinle wurde 1992 mit einer von Karl-Friedrich Krieger betreuten Arbeit über den gelehrten Rat Ulrich Riederer im Dienste Friedrich III. promoviert. Ihre Studie leistete einen wichtigen Beitrag zu einer Neubeurteilung der Herrschaftszeit Friedrichs III. Von 1995 bis 2000 war sie Wissenschaftliche Assistentin bzw. Mitarbeiterin für Mittelalterliche Geschichte an der Universität Mannheim. Im Jahr 1999 habilitierte sie sich mit einer Untersuchung der Fehdeführung Nichtadliger im römisch-deutschen Reich unter besonderer Berücksichtigung der bayerischen Herzogtümer (13.–16. Jahrhundert). Die Arbeit wurde ein Standardwerk.
Im Wintersemester 2000/01 lehrte sie als Vertretungsprofessorin für Mittelalterliche Geschichte mit dem Schwerpunkt Spätmittelalter an der Universität München. Reinle lehrte von 2001 bis 2004 als Professorin für Mittelalterliche Geschichte, insbesondere Geschichte des Späteren Mittelalters, an der Ruhr-Universität Bochum. Seit Dezember 2004 ist sie als Nachfolgerin von Peter Moraw als Professorin für Deutsche Landesgeschichte / Geschichte des Spätmittelalters an der Justus-Liebig-Universität Gießen tätig. Reinle ist Mitglied der Hessischen Historischen Kommission, Darmstadt (seit 2005), der Historischen Kommission für Hessen, Marburg (seit 2005), der Historischen Kommission für Nassau (seit 2009) und Mitglied im Konstanzer Arbeitskreis für mittelalterliche Geschichte (seit April 2014).
Reinles Forschungsschwerpunkte sind die kaiserliche und königliche Herrschaftspraxis im Spätmittelalter, die Adels- und Fehdeforschung, die spätmittelalterliche Ausprägung der Landesherrschaft, die „Geheimwissenschaften“ und Politik im Spätmittelalter sowie Jeanne d’Arc. Besonders eindringlich hat Reinle die Fehde im Spätmittelalter untersucht, die sie in zahlreichen Untersuchungen unter den verschiedensten Aspekten erforscht hat. In ihrer Habilitation geht sie von der Annahme aus, „daß im Rahmen des Fehdewesens Ansprüche, die Rückhalt im gewohnheitsrechtlichen Normensystem der Gesamtgesellschaft oder eines integrierten Teils der Gesellschaft fanden, durch ein gewaltsames Selbsthilfeverfahren durchgesetzt werden sollten, das ebenfalls durch dieses Normensystem legitimiert war“. Nach ihrer Definition war die Fehde „ein Segment aus dem breiten Spektrum von Gewalt, deren Einsatz als Mittel des Konfliktaustrags in der mittelalterlichen Gesellschaft anerkannt war“. Nach bisheriger Forschungsmeinung stand die Fehde ausschließlich dem Adel zu. Die der Adelsherrschaft unterworfene Bevölkerung hatte abgesehen von der Blutrache („Totschlagargument“) keinen eigenen Anspruch auf außergerichtliche Selbsthilfe. In ihrer Mannheimer Habilitationsschrift konnte Reinle jedoch für die bayerischen Herzogtümer im 15. und 16. Jahrhundert nachweisen, dass die Fehde als soziale Praxis und Form der Konfliktregelung in allen gesellschaftlichen Schichten verbreitet war. Reinle konnte zeigen, dass die Fehde nicht nur von Ritteradeligen, sondern auch von Bauern intensiv genutzt wurde. Mit ihrer Arbeit leistete Reinle „einen wesentlichen Beitrag zur mittelalterlichen Konfliktforschung“.
Weitere Forschungen widmen sich dem mittelalterlichen Amazonenbild, den stereotypen Vorstellungen von Jugendlichen bis zur Mitte des 16. Jahrhunderts, und dem männlichen Umfeld der Heiligen Elisabeth von Thüringen.
Reinle konzipierte und organisierte im Januar 2014 eine internationale Tagung zum Forschungseinfluss des 2013 verstorbenen Gießener Mediävisten Peter Moraw auf die deutsche Mediävistik. Die Ergebnisse der Tagung gab Reinle 2016 heraus. Reinle organisierte im Herbst 2019 eine Reichenau-Tagung des Konstanzer Arbeitskreises für mittelalterliche Geschichte mit dem Thema „Religionsgespräche und Religionspolemik im Mittelalter“. Die Beiträge konnten 2024 erscheinen. Reinle legte 2018 mit Michael Kißener, Werner Freitag, Sabine Ullmann ein Handbuch zur Landesgeschichte vor.

## Schriften (Auswahl)
Monographien
- Bauernfehden. Studien zur Fehdeführung Nichtadliger im spätmittelalterlichen römisch-deutschen Reich, besonders in den bayerischen Herzogtümern (= Vierteljahrschrift für Sozial- und Wirtschaftsgeschichte. Bd. 170). Steiner, Stuttgart 2003, ISBN 3-515-07840-1 (Zugleich: Mannheim, Universität, Habilitations-Schrift, 1999–2000).
- Ulrich Riederer (ca. 1406–1462). Gelehrter Rat im Dienste Kaiser Friedrichs III. (= Mannheimer historische Forschungen. Bd. 2). Palatium Verlag im J-und-J Verlag, Mannheim 1993, ISBN 3-920671-09-0. (Zugleich: Mannheim, Universität, Dissertation, 1992/93).

Herausgeberschaften
- Religionsgespräche und Religionspolemik im Mittelalter (= Vorträge und Forschungen. Band 96). Thorbecke, Ostfildern 2024, ISBN 978-3-7995-6898-2.
- mit Michael Kißener, Werner Freitag, Sabine Ullmann: Handbuch Landesgeschichte. De Gruyter Oldenbourg, Berlin u. a. 2018, ISBN 978-3-11-035411-9.
- Stand und Perspektiven der Sozial- und Verfassungsgeschichte zum römisch-deutschen Reich. Der Forschungseinfluss Peter Moraws auf die deutsche Mediävistik (= Studien und Texte zur Geistes- und Sozialgeschichte des Mittelalters. Bd. 10). Didymos-Verlag, Affalterbach 2016, ISBN 978-3-939020-30-1.
- mit Julia Eulenstein, Michael Rothmann: Fehdeführung im spätmittelalterlichen Reich. Zwischen adeliger Handlungslogik und territorialer Verdichtung (= Studien und Texte zur Geistes- und Sozialgeschichte des Mittelalters. Bd. 7). Didymos-Verlag, Affalterbach 2013, ISBN 978-3-939020-27-1.
- mit Harald Winkel: Historische Exempla in Fürstenspiegeln und Fürstenlehren (= Kulturgeschichtliche Beiträge zum Mittelalter und zur frühen Neuzeit. Bd. 4). Lang, Frankfurt am Main u. a. 2011, ISBN 978-3-631-58759-1.
- mit Stefan Esders: Rechtsveränderung im politischen und sozialen Kontext mittelalterlicher Rechtsvielfalt (= Neue Aspekte der europäischen Mittelalterforschung. Bd. 5). Lit, Münster 2006, ISBN 3-8258-8541-0.